# Angry Birds Rio
Angry Birds Rio — відеогра- головоломка, розроблена та видана Rovio Entertainment. Це третя частина серії Angry Birds. Гра була випущена 22 березня 2011 і рекламувалася як маркетинговий зв'язок зі спільним виробництвом анімаційного фільму «Ріо» 20th Century Fox і Blue Sky Studios. Використовуючи той самий базовий ігровий процес, що й у Angry Birds, в Angry Birds Rio було додано ряд нових елементів, зокрема вперше використано рівні боса. Angry Birds Rio було припинено 3 лютого 2020 року разом з Angry Birds Star Wars, Angry Birds Space і Angry Birds Star Wars II, ігри також було вилучено з магазинів програм.

## Ігровий процес
У Ріо Ред, Чак і Блюз були викрадені птахами та доставлені до Ріо контрабандистами за наказом злого какаду, на ім'я Найджел, головного антагоніста фільму. Так само як і в оригінальній Angry Birds, гравці використовують рогатку, щоб запускати птахів у сусідні споруди з наміром вразити цілі, розташовані на них або всередині них. Замість свиней, які вкрали яйця, тепер гравці повинні рятувати екзотичних птахів у клітках або перемогти бабаків Найджела, залежно від рівня гри. Через налаштування гри кілька персонажів з Ріо з'являються. Blu та Jewel представлені як типи птахів, ексклюзивні для цієї гри, разом з усіма існуючими птахами із серії.
Гра також містить перші бої з босами, які з'явилися в серії, коли гравець використовує птахів, щоб перемогти Найджела, а також Мауро, ватажка бабаків. На інших рівнях Луїс допомагає перемогти бабаків і знищує матеріали та блоки, щоб отримати гравець додаткові очки, а також приховані предмети, які потрібно збирати під час проходження гри.

## Сюжет
Сюжет Angry Birds Rio по суті такий самий, як і сюжет Rio, хоча в ньому присутні Angry Birds і історія ведеться з їхньої точки зору. У мирний день догляду за гніздом яєць Ред, Блакитний і Чак були захоплені гелікоптером і доставлені до Ріо-де-Жанейро. Вони потрапляють у барліг контрабандистів, де зберігаються ще кілька рідкісних видів викрадених птахів. Найджел пояснює, що вони є винятково рідкісним видом, тому коштують дуже великих грошей. Розлючені, Angry Birds вириваються зі своєї клітки та починають звільняти інших птахів. Після звільнення Блу і Джевел, головних героїв фільму, Блу заявляє, що не може літати. Оскільки Блю та Джевел прикуті разом, зграя вирішує втекти в ліс. Пізніше Найджел наймає групу бабаків, щоб вистежити їх і повернути. Однак мармозетки[що?] невдалі, оскільки Angry Birds легко перемагають їх. Найджел намагається сам подолати птахів, але врешті зазнає невдачі. Зграя стикається з Рафаелем, який веде їх до свого друга Луїса, щоб той зняв ланцюги з Блу та Джуел. На жаль, святкуючи звільнення від ланцюгів, Джуел потрапляє в полон до Найджела. Реду, Блюзу, Чаку, Блу та решті Angry Birds вдалося вистежити їх до параду. Там вони перемагають Мауро, ватажка бабаків, і Блю знаходить Джевел всередині одного з підроблених парадних кораблів. Однак Найджел знаходить Блу, який намагається звільнити Джуела, і викрадає його теж, що спонукає Angry Birds погнатися за парадним кораблем, щоб врятувати їх. Літак контрабандистів з Блю, Джевел та іншими виловленими птахами злітає, а всередині ховаються Angry Birds. Вони успішно визволяють Блу, Джуел та інших спійманих птахів і відправляють Найджела у гвинти літака, внаслідок чого той впадає. Використовуючи несправний літак, Angry Birds пілотують літак і падають на свою батьківщину, возз'єднуючись зі своїми яйцями та зручно рятуючи їх від злодійських свиней.

## Звільнення
Angry Birds Rio спочатку включав два розділи, «Ліг контрабандистів» і «Втеча з джунглів», кожен з яких мав 30 рівнів. Відтоді гру було розширено трьома додатковими 30-рівневими розділами під назвами «Пляжний волейбол» (випущено в травні 2011 року), «Карнавальне переполохання» (випущено в червні 2011 року) та «Погоня за аеродромом» (випущено в серпні 2011 року). із 15-рівневим розділом «Золотий пляжний м'яч», який можна відкрити, знайшовши прихований предмет у «Пляжному волейболі» (iOS, Android) або ввівши код викупу з Rio DVD (ПК, Mac). Останній розділ під назвою «Літак контрабандистів» (випущений у листопаді 2011 року) був випущений спочатку з 15 рівнями, а останні 15 рівнів були випущені пізніше (січень 2012 року). У кожному розділі є особливий плід, який рідко можна знайти як золото. У «Smugglers' Den» — ананаси, у «Jungle Escape» — банани, у «Beach Volley» — кавуни, у «Carnival Upheaval» — папая, у «Airfield Chase» — яблука, у «Smugglers' Plane» — манго, у «Market Mayhem» — полуниця., а «Rocket Rumble» має золоті ракети. У липні 2013 року епізод «Golden Beachball» отримав ще 15 рівнів, золоті вишні, новий фон, і тепер цей епізод доступний із самого початку гри.
У березні 2012 року було випущено оновлення Трофейної кімнати з 12 новими рівнями, кожен з яких відкривається, коли гравець закінчує розділ або збирає всі 15 певних золотих фруктів. Це оновлення спочатку було випущено у версії Android (Amazon Appstore без реклами), перш ніж потрапити на iOS. 18 грудня 2012 року вийшло нове оновлення для iOS і Android, додавши 24 нових рівні. Ці рівні можна отримати, отримавши від 30 до 70 зірок за кожну серію або заробивши 10 пір'я Могутнього орла за кожну серію (4 додаткові рівні для кожної серії). Цей епізод також додав бонуси. Як бонуси були Super Seeds і Sling Scope з оригінальної програми Angry Birds, а також 2 нові бонуси (Samba Burst і TNT Drop, які ми бачили на попередньому різдвяному турнірі Angry Birds Friends). 11 березня 2013 року було випущено ще одне оновлення, яке додало епізод «Market Mayhem» із 34 рівнями (3 рівні зірок і 1 рівень Могутнього Орла). 25 липня 2013 року піктограму програми AB Rio оновлено, а Golden Beachball додав золотий фрукт і 15 нових рівнів. Крім того, рівні трофейної кімнати були об'єднані в епізод, за який вони були зароблені.
Чотири епізоди Angry Birds Rio — усі візуально пов'язані з Rio 2 — були випущені з грудня 2013 року по липень 2014 року, і ці епізоди мали оновлену графіку. Епізод Timber Tumble додає функцію підказки, яка повідомляє, куди кинути птаха. У липні 2015 року оновлення гри додало монети птахів, які дозволяють гравцям відкривати рівні, які раніше були заблоковані.

### Включення дотрилогії Angry Birds/порти
На виставці Electronic Entertainment Expo 2012 року в Лос-Анджелесі, штат Каліфорнія, компанія Rovio та її партнер Activision оголосили про плани представити Angry Birds Rio та дві інші ігри, оригінальні Angry Birds і Angry Birds Seasons, на PlayStation 3, Xbox 360 і Nintendo 3DS. Об'єднані як Angry Birds Trilogy, ці ігри були створені спеціально для відповідних консолей, використовуючи переваги їхніх унікальних функцій, таких як підтримка PlayStation Move, Kinect, дисплеї високої чіткості та 3D-візуальні ефекти без окулярів. Angry Birds Trilogy також була випущена для Nintendo Wii та Wii U.

### Припинення
У 2020 році разом з Angry Birds Star Wars II, Angry Birds Space та Angry Birds Star Wars гру було припинено 3 лютого 2020 року.

## Рецепція
Гра отримала загалом схвальні відгуки з оцінкою Metacritic 87/100 на основі 18 оглядів. Райан Рігні з GamePro сказав, що версія для iOS «може похвалитися деякими помітними покращеннями в порівнянні зі своїми попередниками», а Леві Б'юкенен з IGN у своєму огляді версії для Android назвав гру «розумною, швидкою новою главою серії». Джим Сквайрз з Gamezebo похвалив спроби гри додати новий матеріал і механіку, сказавши, що "потрібна певна еволюція, якщо вона хоче мати довгострокову силу Маріо або Pac-Man ". Однак Сквайрс не погодився з новими битвами з босами, назвавши їх «трохи антикульмінаційними». Трейсі Еріксон з Pocket Gamer зазначила, що «чого не вистачає Angry Birds Rio у нових ідеях і свіжості, це компенсує якісний геймплей і хороша ціна».
У 2011 році Angry Birds Rio було завантажено більш як 10 мільйонів разів і була однією з найбільш завантажуваних ігор у 2012 році в Apple App Store, Google Play Store і знову в Google Play Store. у 2014 р.